# Тараф
Тара́ф (рум. taraf, молд. тараф от тур. taraf — группа людей) — молдавский и румынский вид народного инструментального ансамбля в лэутарской музыке, известный с XVI века и широко распространившийся с XVIII века. Основу тарафа традиционно составляют музыканты лэутары. Традиционные инструменты — скрипка (ведущий инструмент), кобза, цимбалы, най, бубен, позднее стали применяться контрабас, виолончель и другие инструменты. Репертуар включает песенные и танцевальные мелодии, народные пьесы типа концертных фантазий, исполняемые на вечеринках, свадьбах, во время народных гуляний и других празднеств.
Основными принципами тарафных музыкантов считаются коллективная импровизационность и виртуозное соревнование участников между собой.
Один из известнейших тарафов — цыганский ансамбль «Тараф де Хайдукс» из Румынии. Также хорошо известен заслуженный коллектив Молдавской филармонии «Флуераш».